# کازبی (تنسی)
کازبی (به انگلیسی: Cosby) یک منطقهٔ مسکونی در ایالات متحده آمریکا است که در شهرستان کوک، تنسی واقع شده‌است. کازبی ۵٬۲۰۱ نفر جمعیت دارد.